# Guerre en milieu arctique
La guerre en milieu grand froid désigne tout conflit armé qui se déroule dans un climat exceptionnellement froid, habituellement en terrain enneigé et glacé, parfois sur les lacs et fleuves gelés.

## Histoire

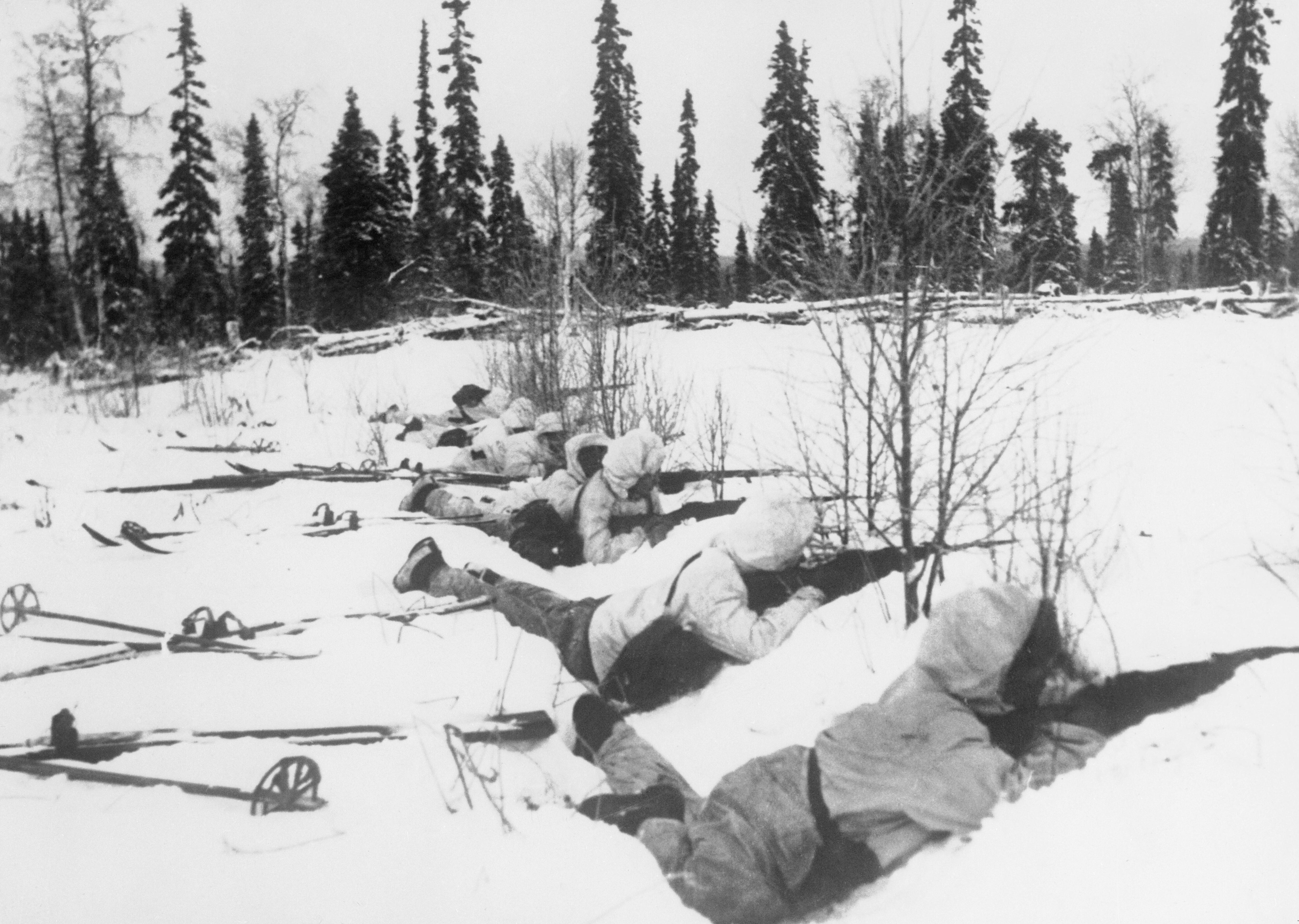
Troupes à ski finlandaise pendant la guerre d'Hiver.

Les batailles disputées par les climats les plus froids eurent lieu en Europe du Nord et de l'Est.
En 1242, l'Ordre Teutonique perdit la bataille du lac Peïpous sur le lac Peïpous à Novgorod. En 1520, la bataille décisive de Bogesund entre la Suède et le Danemark eut lieu sur la glace du lac Åsunden (en).
La Suède et le Danemark se combattirent durant plusieurs guerres au cours des XVIe et XVIIe siècles. Comme une grande partie du Danemark se compose d'îles, il était généralement à l’abri des invasions, mais en janvier 1658, la plupart des eaux danoises gelèrent. Charles X Gustave de Suède mena son armée à travers la marche des Belts pour assiéger Copenhague. La guerre prit fin avec le traité de Roskilde, un traité très favorable aux Suédois.
Au cours de la Grande guerre du Nord, le roi de Suède Charles XII partit pour envahir Moscou, mais fut finalement vaincu à la bataille de Poltava après avoir été affaibli par le froid et la tactique de la terre brûlée. La Suède subit plus de pertes au cours de la même guerre lorsque Carl Gustaf Armfeldt avec 6 000 hommes essayèrent d'envahir Trondheim, et où 3 000 d'entre eux moururent dans une tempête de neige sur une montagne enneigée nommé Öjfjället.
Pendant la guerre de Finlande, l'armée russe traversa de façon inattendue le golfe de Botnie gelé de la Finlande aux îles Åland et, le 19 mars 1809, atteignit la rive suédoise à 70 km de la capitale suédoise, Stockholm. Cette manœuvre audacieuse décida de l'issue de la guerre.
Contrairement à la légende, l'invasion de la Russie par Napoléon en 1812 n’est pas un exemple de la guerre en milieu grand froid, car elle était en grande partie terminée au moment où les premières gelées sérieuse commencèrent en novembre.
Un autre exemple célèbre est l'utilisation de troupes à ski par l'armée de terre finlandaise au cours de la guerre d'Hiver et de la Seconde Guerre mondiale, où les forces soviétiques numériquement dominantes eurent du mal à combattre les soldats de ski mobiles vêtus de blanc.
Durant l'opération Barbarossa en 1941, les soldats russes et allemands durent endurer de terribles conditions pendant l'hiver russe. L'offensive conjointe, allemande et finlandaise, contre Mourmansk (Opération Silberfuchs) en 1941 vit de violents combats dans l'environnement arctique. Par la suite, l'opération Petsamo-Kirkenes, menée par l'Armée rouge contre la Wehrmacht en 1944, dans le nord de la Finlande et de la Norvège permit d’y chasser les Allemands. À la fin de 1944, la Finlande se retourna contre l'Allemagne nazie, sous la pression de l'Union soviétique, leurs anciens cobelligérants. Bien que l'utilisation de l’infanterie à ski était prolifique dans l'Armée rouge, l’Allemagne forma une seule division pour le déplacement à skis.
Pendant l'opération Zitronella durant la Seconde Guerre mondiale, les troupes allemandes et alliées se disputaient le contrôle de l'île du Spitzberg. Ceci marque la plus haute latitude à laquelle une bataille terrestre n’ait jamais été disputée. Toutefois, étant donné les conditions extrêmes, les troupes allemandes et alliées étaient parfois contraintes d'aider l'autre pour survivre.
De juin 1942 à août 1943, les États-Unis et le Canada combattirent les Japonais dans la campagne des îles Aléoutiennes sur le territoire de l'Alaska. Ailleurs, les opérations Rösselsprung et Wunderland furent des batailles navales de l'Arctique pendant la Seconde Guerre mondiale.

## Facteurs
Un certain nombre de facteurs doivent être pris en ligne de compte.
- La mobilité et la logistique en hiver sont grandement limitées, en particulier à travers champs, à la fois pour l'infanterie à pied et pour les transports[2]
- Les armes à feu et les moteurs gèlent sans lubrifiants spéciaux[2]
- Des logements adaptés pour le personnel doivent être installés, tant pour le personnel valide et les blessés[2]
- Le nombre de victimes de gelures peut être extrêmement élevé[2]

De ce fait, la défense est en général plus avantageuse que l'offensive en raison de tout ce qui précède.

### Matériel
Le combat en milieu arctique (et peri-arctique) est très dépendant des équipements.
Les armes peuvent être munies d’un pontet arctique, pontet élargi permettant de faire feu tout en portant des moufles épaisses, ou parfois le pontet peut être enlevé.
Les véhicules motorisés ne sont souvent pas conçus pour fonctionner à des températures extrêmes. Des procédures spéciales peuvent être mises en œuvre pour s’assurer qu'ils fonctionnent dans le froid, comme en les faisant fonctionner en continu ou en les démarant à intervalles réguliers. Les pneus cloutés ou les chaînes à neige sont des équipements utiles pour maintenir la traction des véhicules à roues. Il est également possible de concevoir des véhicules spéciaux pour fonctionner dans des conditions arctiques, comme le Sisu Nasu, BvS 10, M29 Weasel ou Aerosan.

### Personnel
Les troupes acclimatées aux conditions extrêmes ont plus de chance d’y faire face.
Pour survivre, les troupes ont besoin de vêtements et des chaussures chauds, d’apports alimentaires supplémentaires, de camouflage blanc, de tentes avec des sacs de couchage, de chauffage et de carburant.
La mobilité individuelle peut être augmentée grâce aux skis, crampons et raquettes à neige. Les troupes doivent être bien formées à l'utilisation de ces matériels.

## Formation par nation

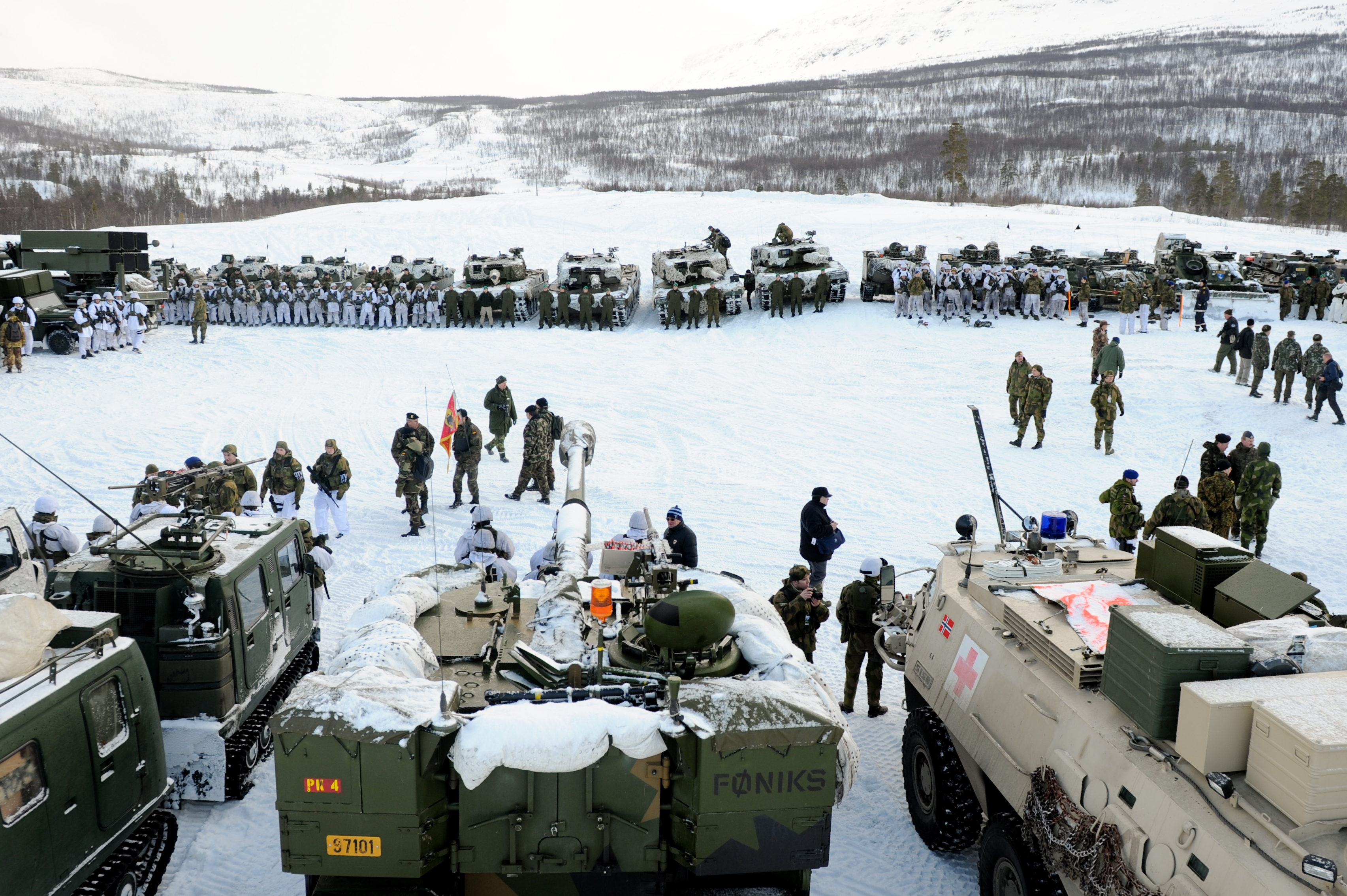
Préparatifs militaires norvégiens lors de l'exercice Cold Response en 2009

Peut-être que les cinq des nations les plus à même de s’entrainer continuellement au combat en milieu grand froid en temps de paix seraient le Canada, la fédération de Russie (anciennement l'Union soviétique), la Suède, la Finlande et la Norvège. Cette dernière héberge l’exercice d’hiver annuel multinational Cold Response. L’entrainement classique du spécialiste des transmissions des Forces canadiennes comprend au moins deux semaines de formation aux opérations en zone arctique, en plus des cours de recyclage annuel. L’armée canadienne est la seule de l’OTAN à fournir à tout son effectif un équipement de survie grand froid. De plus, tout l’équipement des Forces canadiennes est en mesure de fonctionner efficacement en zone arctique avec des changements minimes.